# Apselfie

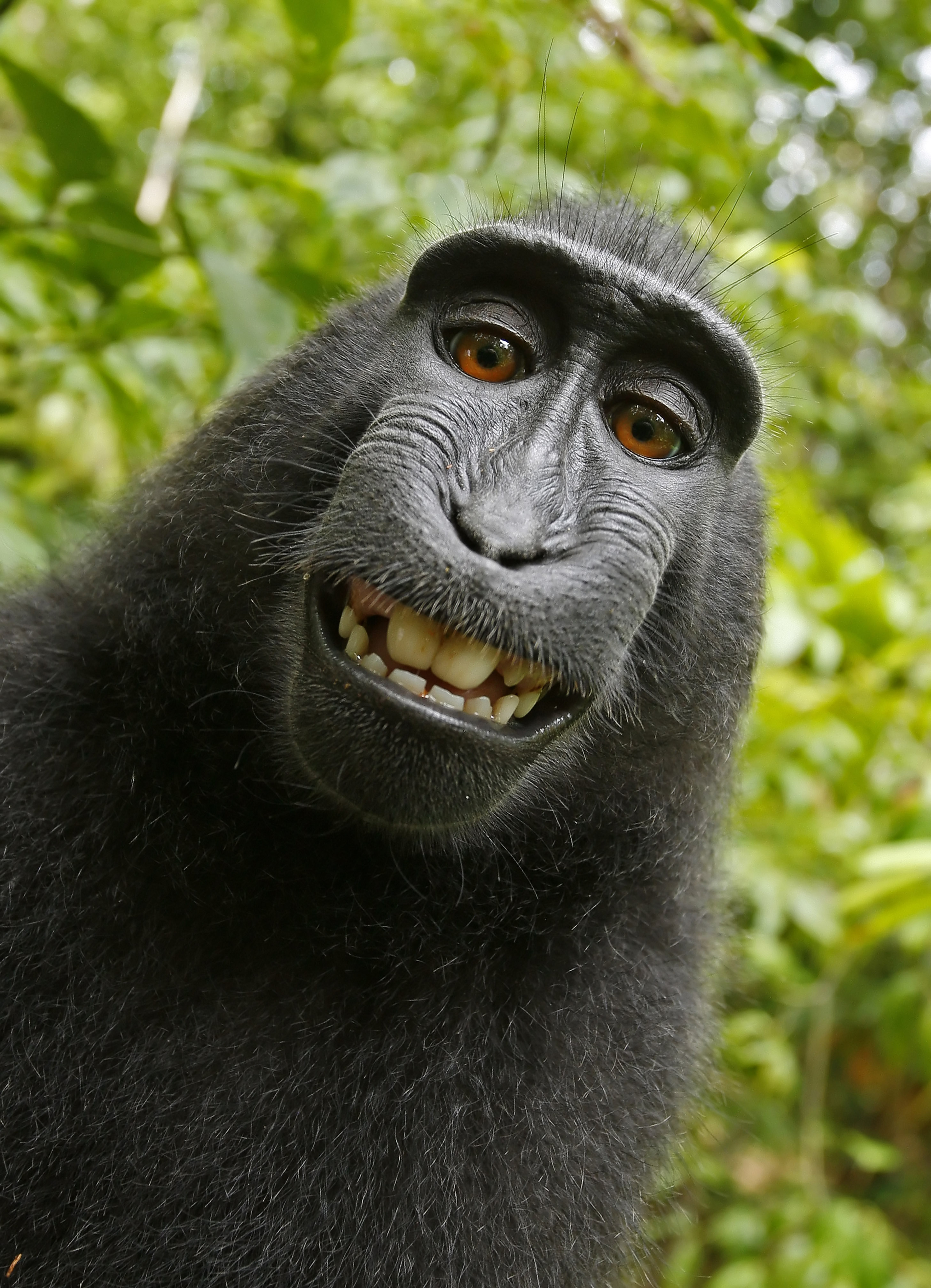
Ett av de omtvistade "selfiefotografierna" som togs av en makakhona på ön Sulawesi i Indonesien 2011.

Apselfier (eller monkey selfies) är selfier tagna av apor. I ett berömt exempel tog en celebesmakaker bilder med utrustning som tillhörde den brittiska naturfotografen David Slater, inklusive lyckade selfier, vilka har lett till tvister och debatter om upphovsrätt. Bilderna togs på ön Sulawesi i Indonesien 2011, efter att Slaters kamera tagits av en makak. Aporna tog hundratals bilder varav ett fåtal var användbara.

## Historik och upphovsrätt
David Slater gjorde anspråk på bildernas upphovsrätt vilket ifrågasattes av flera organisationer och debattörer, eftersom upphovsrätten är kopplad till skaparen av verket. En del djurrättsorganisationer menade att aporna hade upphovsrätten. Andra menade att eftersom skaparen i det här fallet inte var en människa, eller juridisk person, så finns ingen skapare i rättslig mening som kan inneha upphovsrätten. David Slater menade att han skapat förutsättningarna för att bilderna skapades och att han räknade med att få tillbaks kamerorna och att det skulle bli några bra bilder.
Bilderna laddades upp på mediedatabasen Wikimedia Commons som fria från upphovsrätt ("public domain") vilket i mitten av 2014 ledde till en tvist över upphovsrätten för konstverk av icke-mänskliga djur. I december 2014 uppgav United States Copyright Office att verk som inte har skapats av en människa inte kan omfattas av amerikansk upphovsrätt och anger "A photograph taken by a monkey", ungefär "fotografi taget av en apa", som ett exempel. Djurrättsorganisationen PETA bestred detta och stämde fotografen, men 2016 slog en amerikansk federal domare fast att apan inte äger upphovsrätten till bilderna.
Slater fortsatte i januari 2016 att hävda upphovsrätten över bilderna och att han tänkte stämma Wikimedia Foundation. Han har fått en del stöd, särskilt inom europeisk rätt, där flera jurister menar att Slater, förutom att ha skapat förutsättningarna, även gjort ett urval av bilder som tagits av makakerna, och att det i sig är verkshöjdsskapande.

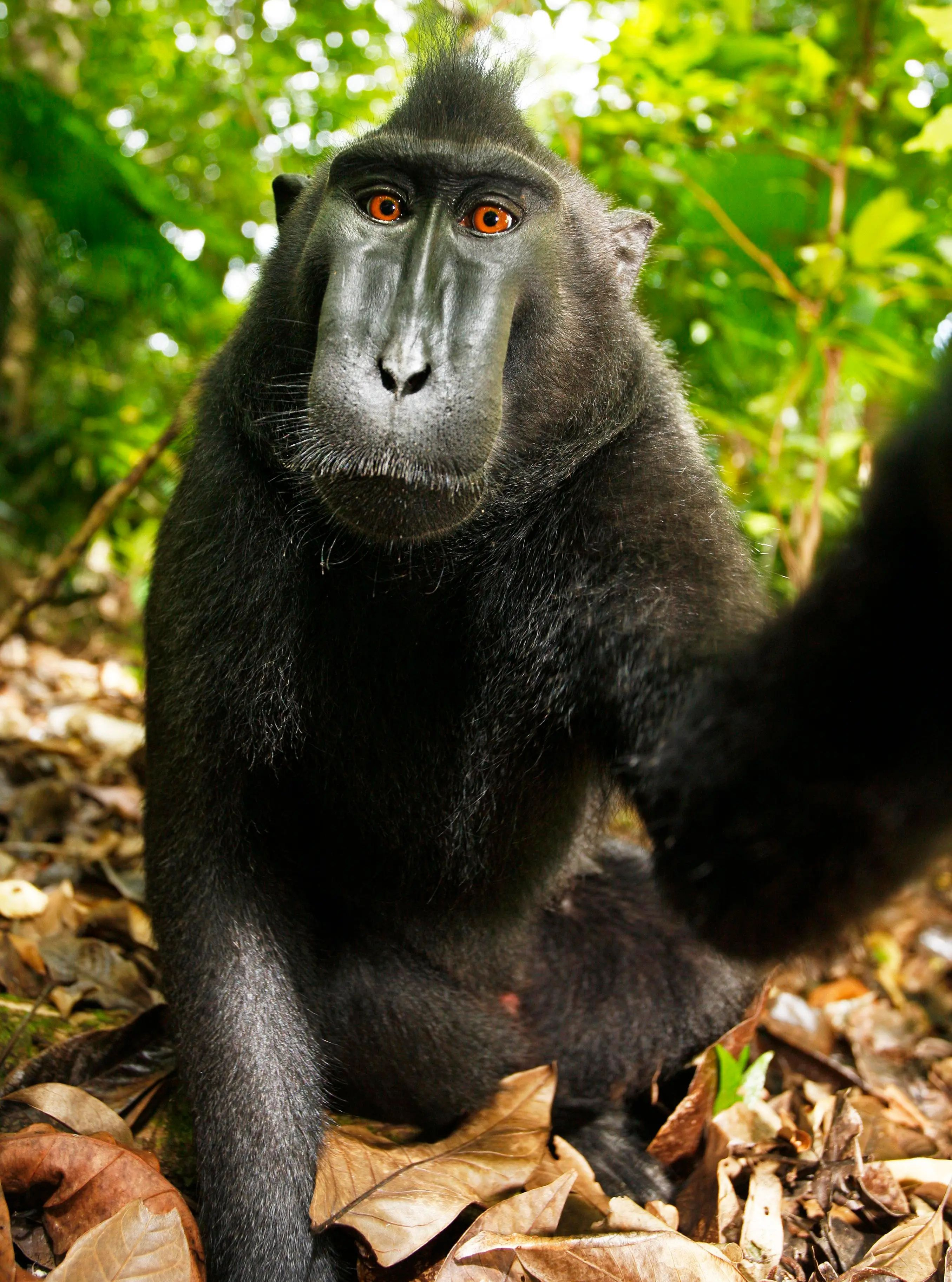
Den andra omstridda bilden, en helkropps-"selfie".